# Plymouth Caravelle

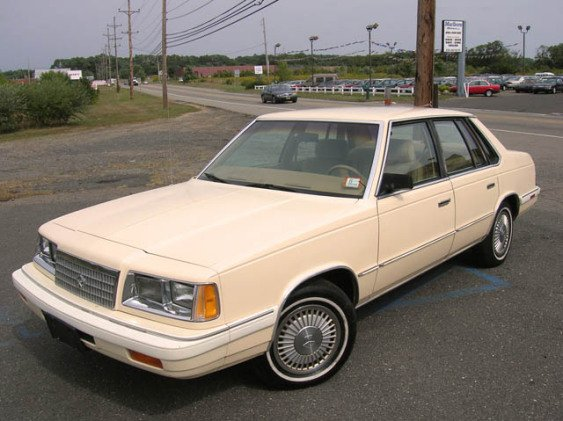
Plymouth Caravelle (1986–1988)

Die Plymouth Caravelle war eine von 1983 bis 1988 von dem US-amerikanischen Automobilhersteller Plymouth angebotene Limousine der Mittelklasse mit Frontantrieb. Von diesem Modell zu unterscheiden waren heckgetriebene Fahrzeuge gleichen Namens, die Chrysler auf dem kanadischen Markt anbot.

## Modell für die USA
Das in den USA als Plymouth Caravelle angebotene Fahrzeug wurde 1984 vorgestellt und blieb bis 1988 auf dem Markt. Es basierte auf Chryslers E-Plattform, einer um 76 mm verlängerten Version der K-Plattform. Er war daher mit dem Plymouth Reliant und Dodge Aries verwandt; Schwestermodelle waren der Dodge 600 und der Chrysler New Yorker. Es wurde in den USA nur als viertürige Limousine angeboten; eine Coupé-Version gab es hier – anders als in Kanada – nicht.
Die Einführung der Plymouth Caravelle war im Wesentlichen auf Marketingerwägungen zurückzuführen und hatte ihren Grund in der getrennten Vermarktung von Chrysler-Plymouth-Fahrzeugen einer- und Dodge-Modellen andererseits. Ihre Einführung hing zusammen mit der Produktionseinstellung des Chrysler E-Class. Der E-Class hatte seit 1982 in der Modellpalette der Chrysler Division als Lückenfüller zwischen dem Chrysler LeBaron und dem Chrysler New Yorker gedient. Er hatte sich als nicht erfolgreich erwiesen; für ein Fahrzeug dieser Positionierung mit Chrysler-Emblem gab es keinen ausreichenden Markt. Allerdings sahen die Chrysler-Plymouth-Händler durchaus Bedarf nach einem Fahrzeug in der Größe des E-Class. Zwar gab es bereits den Dodge 600, der mit dem E-Class weitgehend identisch war; Fahrzeuge der Marke Dodge wurden allerdings nicht von Chrysler-Plymouth-Händlern vertrieben, sondern über eine eigenständige Verkaufsorganisation. Um die Lücke im Modellprogramm der Chrysler-Plymouth-Händler zu füllen, positionierte Chrysler den bisherigen E-Class mit Beginn des Modelljahrs 1985 als Plymouth. Mit dieser Verschiebung zu einer anderen Marke konnte das Auto nun preiswerter angeboten werden als es unter dem Chrysler-Emblem möglich gewesen war. Der Plymouth Caravelle war weitgehend identisch mit dem E-Class, hatte allerdings einen schlichteren Kühlergrill.
Angetrieben wurde die Caravelle entweder von Chryslers 2,2-l-Vierzylinder, einer Turbo-Variante dieses Motors oder dem von Mitsubishi zugelieferten 2,6-l-Vierzylinder mit Ausgleichswellen. Im ersten Jahr war die Caravelle nur in der gehobenen Ausstattungsstufe SE lieferbar, ab Modelljahr 1986 gab es auch eine einfacher ausgestattete Basisversion. Im gleichen Jahr erfuhr die Caravelle auch ein leichtes Facelift mit geändertem Kühlergrill und neben die Scheinwerfer verlegten Blinkleuchten. Zugleich wurde der Mitsubishi-Motor durch eine 2,5-Liter-Variante des Chrysler-Vierzylinders ersetzt. In dieser Gestalt blieb die Caravelle bis zum Ende des Modelljahres 1988 in Produktion. 
Insgesamt baute Plymouth von der Caravelle in fünf Jahren 134.000 Exemplare. Die Produktionszahlen verteilen sich wie folgt auf die Modelljahre:
- 1985: 39.971
- 1986: 34.352
- 1987: 42.465
- 1988: 16.889

## Modelle für Kanada

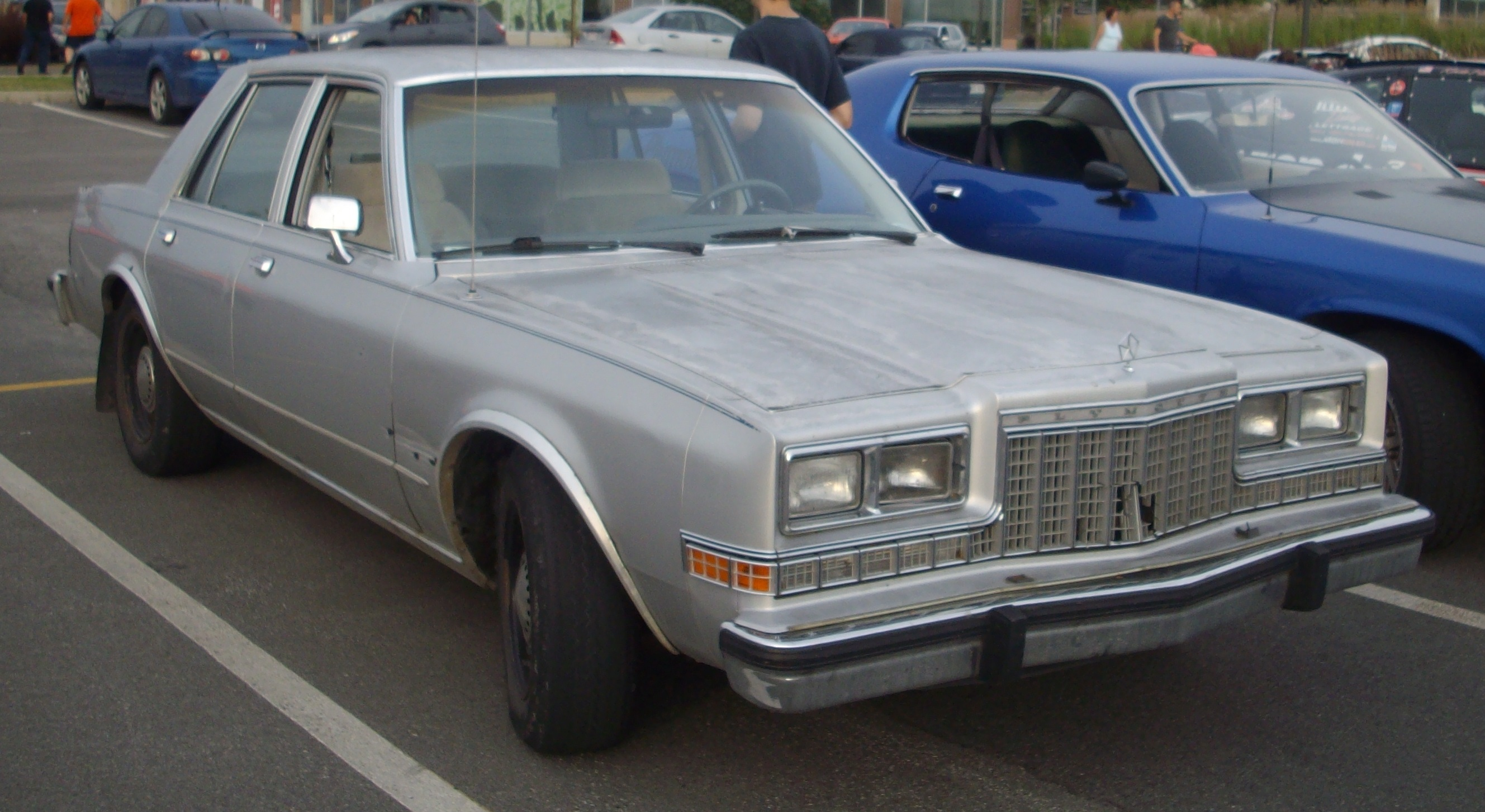
Eine Version des Chrysler M-Body: der kanadische Plymouth Caravelle Saloon

Auf dem kanadischen Markt bot Chrysler in den 1980er Jahren unter dem Namen Caravelle drei weitgehend eigenständige Fahrzeuge an:
- Die kanadische Version des Plymouth Gran Fury hieß bis 1982 Plymouth Caravelle, danach erhielt sie die Bezeichnung Caravelle Saloon. Dieses Modell war eine Variante von Chryslers M-Plattform.

- Die kanadische Version der amerikanischen Dodge 600 Limousine wurde ab 1983 als Plymouth Caravelle verkauft.

- Schließlich wurde auch die Coupé-Version des amerikanischen Dodge 400 in Kanada als Plymouth Caravelle verkauft.